# بلاي ستيشن موف
بلاي ستيشن موف (بالإنجليزية: PlayStation Move)‏ هي يد تحكم حساسة للحركة مصممة للبلاي ستيشن 3 بواسطة شركة سوني كمبيوتر إنترتينمنت. مكوناته هي: عصا تحكم وعين بلاي ستيشن (بالإنجليزية: PlayStation Eye)‏ التي تلتقط حركة عصا التحكم. أعلنت للمرة الأولى في حزيران/يونيو 2009 وأطلقت في 15 أيلول/سبتمبر 2010 في الأسواق الأوروبية والآسيوية، وفي أستراليا في 16 أيلول/سبتمبر، وفي الولايات المتحدة وبريطانيا في 17 سبتمبر، وفي اليابان في 21 أكتوبر من نفس السنة. القطع المتواجدة في الأسواق هي بلاي ستيشن موف وعصا توجيه وجهاز شحن. البلاي ستيشن موف يتنافس مع وي ريموت وكنيكت.

## التقنية
يوجد على قمة البلاي ستيشن موف كرة تتغير ألوانها بحسب البيئة حول المستخدم. بواسطة اللون تحدد البلاي ستيشن آي موقع المستخدم بدقة.